# إليزابيث كاربنتر
إليزابيث كاربنتر (بالإنجليزية: Elizabeth Carpenter)‏ هي مصممة أزياء أمريكية، ولدت في 1953.